# Eleccions legislatives malteses de 1996
Les Eleccions legislatives malteses de 1996 es van celebrar el 26 d'octubre de 1996. Va guanyar el Partit Laborista, i el seu cap Alfred Sant fou nomenat primer ministre.

## Resultats
Resum dels resultats electorals de 26 d'octubre de 1996 a la Cambra de Diputats de Malta
|                                                                                         | Partit Nacionalista Partit Nazzjonalista         | 124.864 | 47,8  | 34 | - |
|                                                                                         | Partit Laborista Partit Laburista                | 132.496 | 50,7  | 35 | - |
|                                                                                         | Alternativa Democràtica Alternattiva Demokratika | 3.220   | 1,5   | -  | - |
|                                                                                         | Total (participació 95,3%)                       | 261.224 | 100.0 | 69 |   |
| Font: «Malta Elections». Arxivat de l'original el 2005-12-31. [Consulta: 14 juny 2009]. |                                                  |         |       |    |   |